# Alfa Sagittae
Sham eller Alfa Sagittae (α Sagittae, förkortat Alfa Sge, α Sge), som är stjärnans Bayer-beteckning, är en gul jätte i stjärnbilden Pilen. Trots att den fått Bayer-beteckningen Alfa är den endast den tredje ljusstarkaste stjärnan i Pilen, med magnitud 4,38. 

## Nomenklatur
Alfa Sagittae har också det traditionella namnet Sham, eller Alsahm, från arabiska سهم (sahm), som betyder pil. Även här har stjärnan fått en betydande framtoning i förhållande till sin ljusstyrka.
År 2016 organiserade Internationella astronomiska unionen en arbetsgrupp för stjärnnamn (WGSN) med uppgift att katalogisera och standardisera riktiga namn för stjärnor. WGSN fastställde i september 2016 namnet Sham för Alfa Sagittae, vilket nu ingår i IAU:s Catalog of Star Names.

## Egenskaper
Alfa Sagittae befinner sig i luckan i Hertzsprung–Russell-diagrammet och är således på väg att göra slut på sitt väteförråd. Dess luminositet är 340 gånger solens, men den befinner sig på ett avstånd av ungefär 430 ljusår från jorden, vilket förklarar dess relativt bleka uppträdande på natthimlen. Den har en massa som är drygt 4 gånger större än solens massa och en radie som uppskattas till ca 18  gånger större än solens.